# Evert Gunnarsson
Sven Evert Gunnarsson (28 de diciembre de 1929-30 de noviembre de 2022) fue un deportista sueco que compitió en remo.
Participó en tres Juegos Olímpicos de Verano entre los años 1948 y 1956, obteniendo una medalla de plata en Melbourne 1956 en la prueba de cuatro con timonel. Ganó tres medallas en el Campeonato Europeo de Remo, en los años 1949 y 1955.

## Palmarés internacional
| Juegos Olímpicos   | Juegos Olímpicos         | Juegos Olímpicos | Juegos Olímpicos   |
| Año                | Lugar                    | Medalla          | Prueba             |
| ------------------ | ------------------------ | ---------------- | ------------------ |
| 1956               | Melbourne (Australia)    | Medalla de plata | Cuatro con timonel |
| Campeonato Europeo |                          |                  |                    |
| Año                | Lugar                    | Medalla          | Prueba             |
| 1949               | Ámsterdam (Países Bajos) | Medalla de oro   | Dos sin timonel    |
| 1955               | Gante (Bélgica)          | Medalla de plata | Cuatro con timonel |
| 1955               | Gante (Bélgica)          | Medalla de plata | Ocho con timonel   |